# Vrbica (Livno)
Pour les articles homonymes, voir Vrbica.
Vrbica (en serbe cyrillique : Врбица) est un village de Bosnie-Herzégovine. Il est situé dans la municipalité de Livno, dans le canton 10 et dans la fédération de Bosnie-et-Herzégovine. Selon les premiers résultats du recensement bosnien de 2013, il compte 18 habitants.
Sur le territoire du village de Vrbica se trouve le monastère orthodoxe serbe éponyme de Vrbica, qui dépend de l'éparchie de Bihać-Petrovac.

## Démographie

### Évolution historique de la population
| 1948 | 1953 | 1961 | 1971 | 1981 | 1991 | 2013 |
| ---- | ---- | ---- | ---- | ---- | ---- | ---- |
| -    | -    | 229  | 186  | 110  | 76   | 18   |

|  |